# ثيوداهاد
ثيوداهاد (بالإنجليزية: Theodahad)‏ (توريسيوم، 480-536) ملك القوط الشرقيين من سنة 534 إلى 536، وابن أخت ثيودوريك العظيم أمالافريدا.
و يقال انه قد وصل إلى إيطاليا مع ثيودوريك العظيم وكان رجل مسن في الوقت توليه الحكم (54 سنة).
تنص جامعة ماسيميليانو فيتيو ان اسم «ثيوداهاد» باللاتينية "Theodahad" هو مركب من «الناس» و «الصراع».
وقام ثيوداهاد باعتقال أمالاسونثا، ملكة القوط الشرقيين 526-534، وسجنت هي في جزيرة في بحيرة بولزينا وذلك لتواصلها مع الرومان. 

عدم الاستقرار السياسي في مملكة القوط الشرقيين واعتقال أمالاسونثا كان بمثابة ذريعة اساسية للجنرال البيزنطي بيليساريوس للتدخل في صقلية وإيطاليا وخدمة الإمبراطور جستنيان، مما تسبب في «الحروب القوطية» وكان من اخر ملوك إيطاليا قبل الفتح الروماني.
في النهاية اغتيل وقتل على يد فيتيجس وهو جنرال قوطي الذي قام بتولي الحكم بعده.

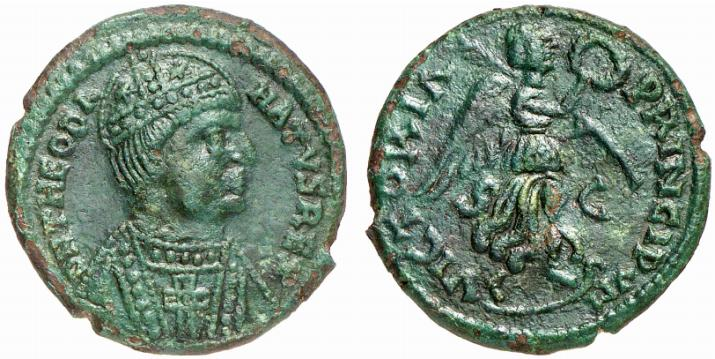
عملة يظهر فيها ثيوداهاد

كان لثيوداهاد طفلين على الأقل مع امرأة اسمها غودليفا هما: ثيوديجيسكليس وثيودينانثا.